# Neoklasszicizmus
A neoklasszicizmus néven két jelenséget ismer a művészettörténeti irodalom: a két világháború közti, avantgárddal szembeforduló, a klasszicizmus elveit valló irányzatot és a 19. századi historizmus egyik ágát. Mindkettő lényege a klasszikusra való törekvés, a klasszicizmus elveinek feltámasztása. Ha elvi, és nem formai feltámasztás valósul meg, neoklasszicistának lehet nevezni a modern építészet számos ágát.

## 19. század
A 19. század második felében a klasszicizmusnál később jelentkező historizáló törekvéseket más művészeti ágakban, például a festészetben is gyakran neoklasszicistának nevezik. (például Jean Auguste Dominique Ingres, Henri Lehmann.

### A historizmus neoklasszicizmusa
A historizáló építészeti stíluson belül a klasszikus ókori, főleg a görög és a római művészet elemeit idézik fel.  Mind Európában, mind Amerikában jelentős a neoklasszicizmus jelenléte (Magyarországon: szegedi Móra Ferenc Múzeum (1896))
A két világháború közötti időben (1920-as, 1930-as évek) az újhistorizáló építészet keretén belül alkalmilag jelent meg a használata.

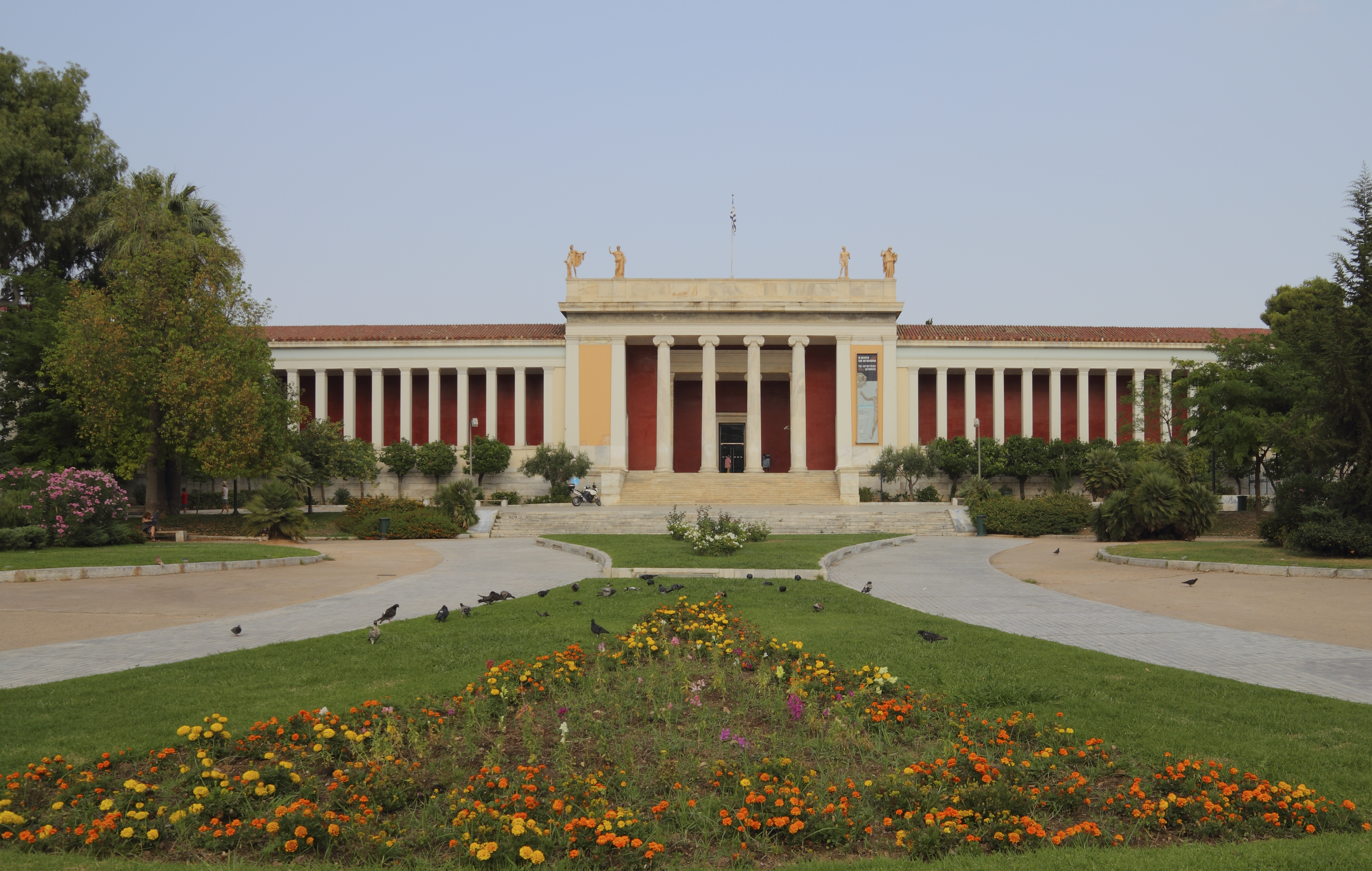
Nemzeti Régészeti Múzeum, Athén (1866-1889)
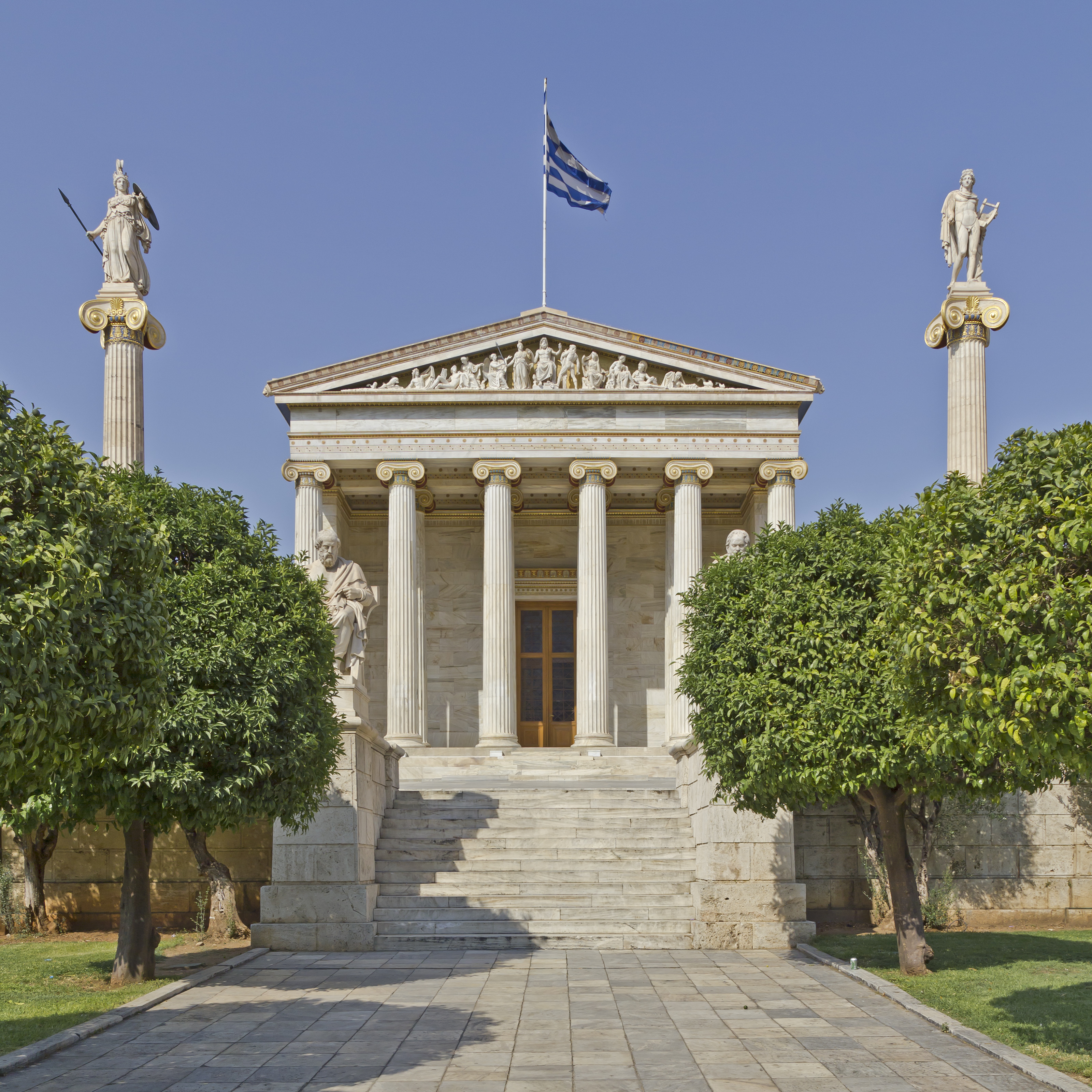
Akadémia Athénban (1886

## 20. század
A modern festészetben és szobrászaton belül is gyakori a klasszikusra való törekvés, amely a neoeklektikus építészettel egy időben jelent meg. A neoklasszicizmus jellegzetes képviselője Novecento egyesület és annak magyar követése, a római iskola. Pablo Picasso, Georg Kolbe, Pátzay Pál egy-egy korszakában szintén neoklasszicista. A neoklasszicizmus törekvéseit vallásos témák fejezik ki leginkább (szegedi Hősök kapuja, Aba-Novák Vilmos műve).
A neoklasszicizmus a XIX. század végén és a XX. században más művészeti ágakban is jelentkezik. A zenében például Erik Satie vagy Igor Stravinsky képvisel ilyen irányzatot egyes korszakaiban, például a Gymnopédiák vagy a Zsoltárszimfónia című műveikben.

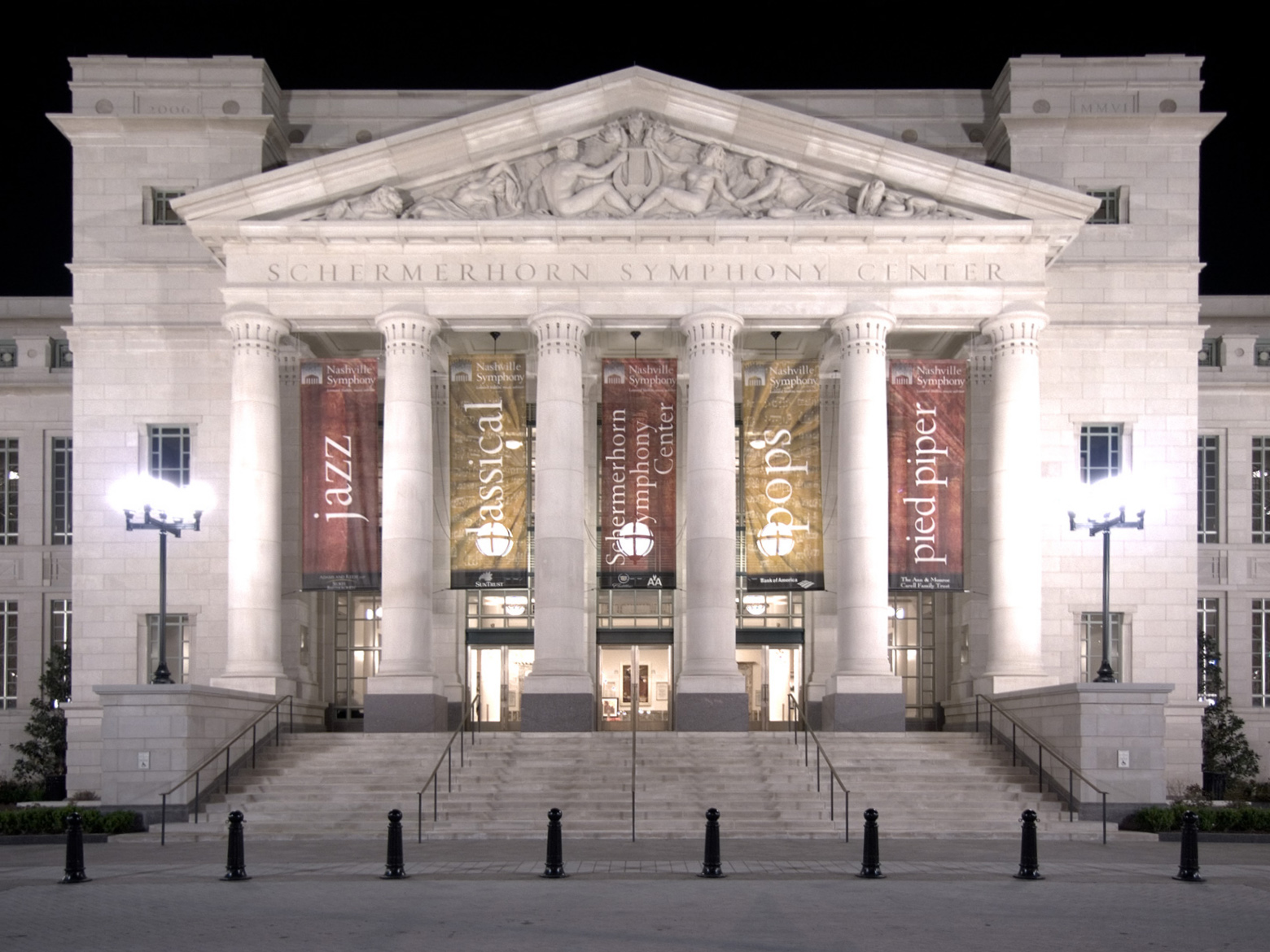
Klasszicizáló koncertcsarnok Nashville-ben, Tennessee államban (2006)
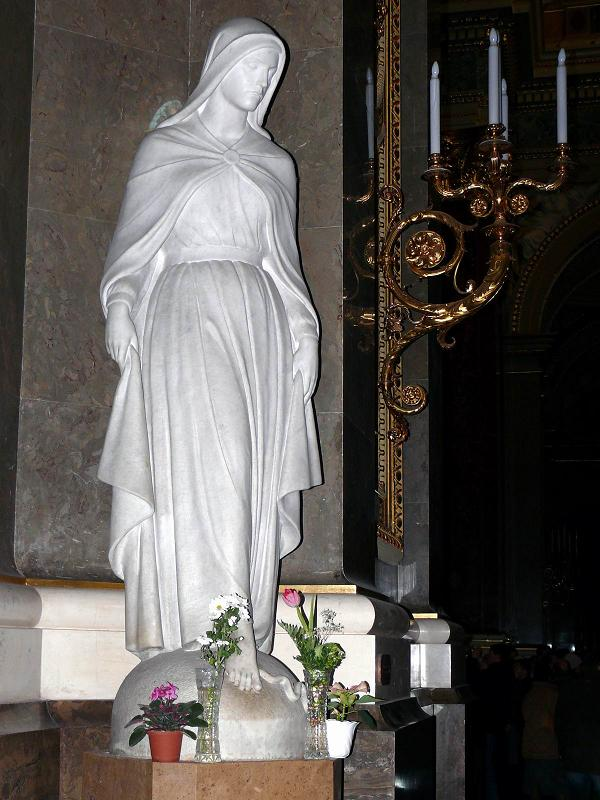
Pátzay Pál: Szűz Mária szobra (Budapest, Szent István-bazilika)
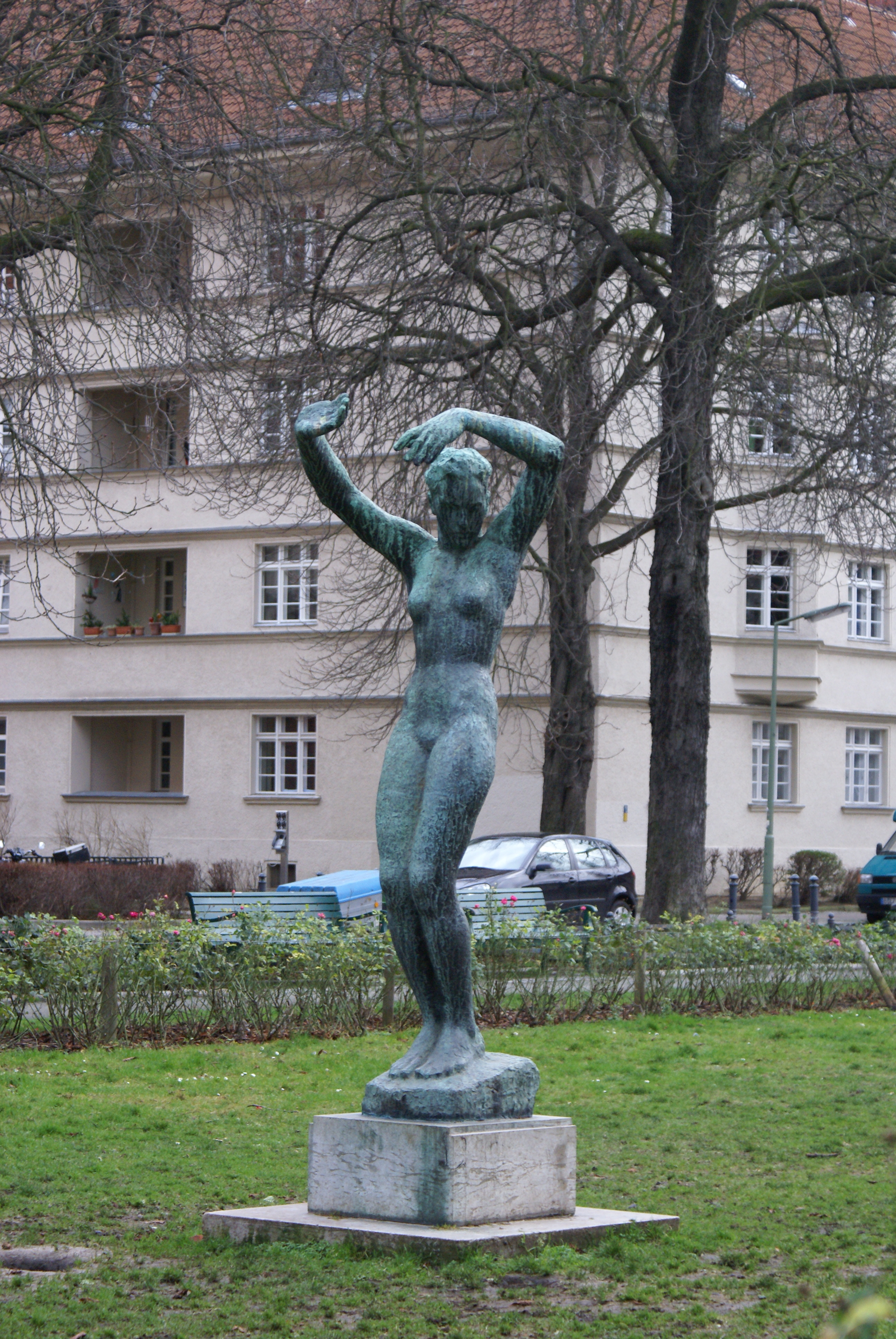
Georg Kolbe: A reggel c. allegorikus szobra Berlinben
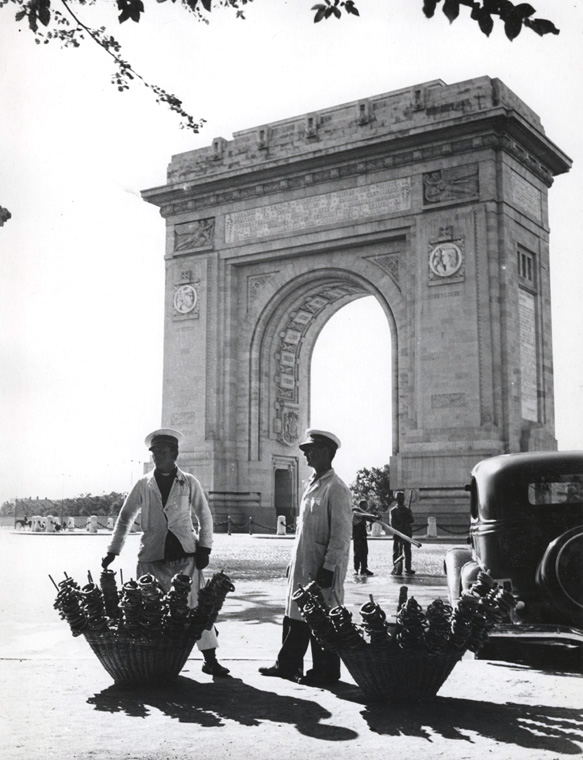
A bukaresti diadalív (1922) (Mintája a párizsi Arc de Triomphe)

## Külső hivatkozások
- Schermerhorn Symphony Center honlapja